# Ceumpeudak (Kuta Makmur)
Ceumpeudak is een bestuurslaag in het regentschap Aceh Utara van de provincie Atjeh, Indonesië. Ceumpeudak telt 782 inwoners (volkstelling 2010).